# Duero
Douro (portugalsko [ˈdo (w) ɾu]; špansko Duero [ˈdweɾo]; latinsko Durius) je reka Iberskega polotoka z največjim pretokom. Izvira v bližini mesta Duruelo de la Sierra v provinci Soria v osrednji Španiji, na kratko vijuga proti jugu, nato teče na splošno proti zahodu skozi severozahodni del osrednje Španije in v severno Portugalsko, do izliva v Portu, drugem največjem portugalskem mestu. V ustju se sreča z Atlantskim oceanom.
Reka je znana po slikoviti železniški progi Douro, na splošno po turizmu in s tem povezano rekreacijo in po pridelavi blago desertnega vina port, grozdja, običajnih vin in drugih kmetijskih pridelkov. Manjši pritok reke je znan po paleolitski umetnosti doline Coa, ki je pomembna za arheološko predzgodovinsko dediščino, ki jo je pod nazivom Prehistoric Rock Art Sites in the Côa Valley and Siega Verde (Prazgodovinska mesta skalne umetnosti v dolini Côa in Siega Verde) zaščitil Unesco.

## Zgodovina
Latinsko ime Durius je bilo verjetno keltsko ime, preden je prevzelo romanizacijo obeh glavnih iberskih jezikov. V tem primeru je keltski koren *dubro- (v kateri družini jezikov se končni samoglasnik pogosto spreminja glede na kontekst, kot v latinščini). V rimskih časih je bila reka poosebljena kot bog Durij.
Ljudsko-etimološka izpeljava nakazuje, da ime izhaja iz portugalščine ali španščine za »zlat«.
Porečje je bilo v 8. stoletju izpraznjeno ljudi. Po mnenju Claudia Sánchez-Albornoza je bilo to namerno dejanje Alfonza I. Asturijskega za obrambo svojega kraljestva, zaradi česar je bilo območje imenovano Repoblación.
Douro vinhateiro (dežela vinogradov) v dolini Douro na Portugalskem, ki je že dolgo posvečena vinogradom, je UNESCO pod nazivom Alto Douro Wine Region (Vinska regija Alto Douro) leta 2001 vpisal na seznam svetovne dediščine. Vino so vozili po reki v čolnih z ravnim dnom, imenovanih rabelos in ga hranili v sodih v kleteh v Vila Nova de Gaia, tik po prečkanju Porta. Danes se v pristanišče prevaža s cisternami.
V 1960-ih in 1970-ih so ob reki zgradili jezove z zapornicami, ki so omogočale rečni promet v zgornja območja Španije in ob meji.
Leta 1998 sta Portugalska in Španija podpisali konvencijo Albufeira, sporazum o delitvi čezmejnih rek, ki vključuje reke Douro, Tagus in Guadiana. Konvencija je nadomestila sporazum o Douru, podpisan leta 1927, ki je bil v letih 1964 in 1968 razširjen na pritoke.

## Geografija
To je tretja najdaljša reka na Iberskem polotoku po rekah Tajo in Ebro. Njena skupna dolžina je 897 kilometrov, od tega so le odseki portugalskega dela, ki so pod linijo brzic, naravno plovni s skromnimi rečnimi plovili.
Na španskem delu Douro prečka veliko kastiljsko Meseto in vijuga skozi pet provinc avtonomne skupnosti Kastilija in Leon: Soria, Burgos, Valladolid, Zamora in Salamanca in poteka skozi mesta Soria, Almazán, Aranda de Duero, Tordesillas in Zamora.
V tej regiji ima Douro malo pritokov. Najpomembnejši sta Pisuerga, ki gre skozi Valladolid, in Esla, ki gre skozi Zamoro. Ta regija je na splošno polsuha ravnica s pšenico in ponekod, zlasti v bližini Arande de Duero, z vinogradi, v vinski regiji Ribera del Duero. Tudi reja ovac je še vedno pomembna.
Povodje meji na porečje Miño na severu, Ebro na vzhodu in Tajo na jugu.
Reka je 112 kilometrov del državne meje med Španijo in Portugalsko v regiji ozkih kanjonov. Oblikovala je zgodovinsko oviro za invazije in ustvarila kulturno / jezikovno ločnico. Na teh osamljenih območjih, kjer je reka zajezena z jezom Aldeadávila, so zavarovana območja: Mednarodni naravni park Douro (na portugalski strani) in Naravni park Arribes del Duero (na robu Zamorana).
Douro v celoti vstopi na portugalsko ozemlje takoj po sotočju z reko Águeda; ko Douro vstopi na Portugalsko, so večja naselja ob reki manj pogosta. Razen Porta in Vila Nova de Gaia ob izlivu reke, so edina naseljena središča Foz do Tua, Pinhão in Peso da Régua. Pritoki tukaj so majhni, po kanjonih se zlivajo v Douro; najpomembnejši so Côa, Tua, Sabor, Corgo, Tavora, Paiva, Tâmega in Sousa. Nobena od teh majhnih, hitro tekočih rek ni plovna.
Med glavnimi španskimi obvodnimi mesti so Soria, Almazán, Aranda de Duero, Tordesillas, Zamora, večja portugalska mesta pa Miranda do Douro, Foz Côa, Peso da Régua, Lamego, Vila Nova de Gaia in Porto. Najbolj naseljeni mesti ob reki Douro sta Valladolid in Zamora v Španiji ter Porto in Vila Nova de Gaia na Portugalskem. Slednji dve sta ob izlivu reke Douro v Atlantski ocean.
Na Portugalskem Douro teče skozi okrožja Bragança, Guarda, Viseu, Vila Real, Aveiro in Porto. Porto je glavno središče na severu Portugalske. Njegovo zgodovinsko središče je bilo zaradi pomembne arhitekture in zgodovine od leta 1996 uvrščeno na seznam Unescove svetovne dediščine.

## Gospodarstvo
Douro ima mikroklimo, ki omogoča gojenje oljk, mandljev in zlasti grozdja, ki je pomembno za izdelavo porta. Regija okoli Pinhão in São João da Pesqueira velja za središče porta s svojimi quintas (ali kmetijami / posestvi), ki se raztezajo po strmih pobočjih rečnih dolin. V 21. stoletju so mnoge od njih v lasti večnacionalnih, cenjenih vinskih podjetij.
V zadnjem času se je na podlagi rečnih izletov iz Porta do točk vzdolž doline Zgornji Douro razvila uspešna turistična industrija.
Železniška proga Douro (Linha do Douro) je bila dokončana leta 1887; povezuje Porto, Rio Tinto, Ermesinde, Valongo, Paredes, Penafiel, Livração, Marco de Canaveses, Régua, Tua in Pocinho.
Pocinho je blizu zelo majhnega mesta Foz Côa, ki je blizu najdišča paleolitske umetnosti v dolini Coa. Velja za pomembno arheološko predzgodovinsko dediščino in je vpisana na seznam Unescove svetovne dediščine.

### Jezovi
Na Douru je zgrajenih petnajst jezov, ki uravnavajo pretok vode, ustvarjajo hidroelektrarne in omogočajo plovbo skozi zapornice. Za izvirom je prvih pet jezov v Španiji: Cuerda del Pozo, Los Rábanos, San José, Villalcampo in Castro. Naslednjih pet po toku navzdol je ob portugalsko-španski meji; prvi trije so v lasti in pod nadzorom Portugalske: (jezovi Miranda, Picote in Bemposta), naslednja dva pa pripadata Španiji: (jez Aldeadávila in Saucelle).
Zadnjih pet jezov Douro je na Portugalskem in omogočajo plovbo: jez Pocinho, Valeira, Régua, Carrapatelo in Crestuma–Lever. Plovila z največjo dolžino 83 metrov in širino 11,4 metra lahko prečkajo pet zapornic. Najvišja zapornica na jezu Carrapatelo ima dvig največ 35 metrov. Vode jezera Pocinho segajo do 125 metrov nadmorske višine. Nenapovedano izpuščanje vode s španskih jezov v zgornjem toku občasno povzroči težave s plovbo v teh zapornicah.

## Galerija
- Douro v provinci Zamora (Španija)
- Reka Pisuerga (pritok Duero) v Valladolidu
- Zgornji tok doline Douro kjer raste grozdje portskega vina
- Tipičen čoln rabelo in zgodovinsko okrožje Porto v ozadju
- Oznake portskega vina ob reki Douro
- Panoramski pogled na Oporto
- Reka med Portom in Vilo Nova de Gaia
- Reka v bližini Régua na Portugalskem
- Douro Internacional v bližini Miranda do Douro
- Arribes del Duero v bližini Aldeadávila
- Ustje reke v Portu]
- Čez Porto
- Douro estuarij
- Pogled čez estuarij reke od Foz do Douro do Vila Nova de Gaia (Atlantski ocean na desni)
- Tipično mandljevo drevo, ki ga večinoma vidimo ob reki na Portugalskem